# Darlene Hooley
Darlene Kay Hooley, nata Olson (Williston, 4 aprile 1939), è una politica statunitense, membro della Camera dei Rappresentanti per lo stato dell'Oregon dal 1997 al 2009.

## Biografia
Nata nel Dakota del Nord ma cresciuta a Salem, in Oregon, Darlene Olson si laureò nel 1961 e negli anni seguenti lavorò come insegnante di musica ed educazione fisica in varie scuole nei pressi di Portland.
Nel 1965 sposò il collega John Hooley, con il quale ebbe due figli, Chad ed Erin. Quando Chad si fece male in un parco pubblico nel 1976, Darlene cominciò ad attivarsi nel settore politico locale; da qui cominciò un percorso che la portò ad essere eletta dapprima nel consiglio comunale di West Linn e poi alla Camera dei Rappresentanti dell'Oregon.
Nel 1996 la Hooley concorse per un seggio alla Camera dei Rappresentanti nazionale, sfidando il deputato repubblicano in carica. La Hooley vinse di misura le elezioni, ma in quelle successive i suoi consensi crebbero.
Nel 2008 annunciò il suo ritiro manifestando la volontà di non cercare la rielezione. Il suo seggio venne poi conquistato dal compagno di partito Kurt Schrader.
Darlene Hooley è una democratica moderata e durante la permanenza al Congresso faceva parte della New Democrat Coalition. La Hooley fu un'accanita oppositrice della guerra in Iraq e si batté per la lotta al terrorismo e al furto d'identità. Si schierò invece a favore dell'eutanasia e dell'aborto.